# Jean-Louis Desvignes
Pour les articles homonymes, voir Desvignes.
Jean-Louis Desvignes est un footballeur français né le 20 mai 1956 à Talence (Gironde). Il mesure 1,83 pour un poids de 72 kg.

## Biographie
Il est né le 13 mai 1956 à Talence en Gironde.
Ce milieu de terrain a été vainqueur de la Coupe de France avec Bastia en 1981.
Il a joué 155 matchs en division 1 : 118 avec Bastia et 37 avec Lyon.
Il travaille dans une usine Ford près de Bordeaux.

## Carrière de joueur
- Girondins de Bordeaux
- 1976-1981: SC Bastia
- 1981-1983: Olympique lyonnais[1]

## Palmarès
- Vainqueur de la Coupe de France 1981 avec le SC Bastia

## Source
- Col., Football 79, Les Cahiers de l'Équipe, 1978, cf. page 100.